# Schifflange
Schifflange (luxembourgeois : Schëffleng, allemand : Schifflingen) est une localité luxembourgeoise chef-lieu de la commune portant le même nom située dans le canton d'Esch-sur-Alzette.

## Géographie
Schifflange est une petite ville située dans le Sud du Grand-Duché de Luxembourg et dans les Terres Rouges.

### Sections de la commune
- Schifflange (siège)

### Communes limitrophes
|                  | Mondercange | Bettembourg |
| Esch-sur-Alzette | Schifflange |             |
|                  | Kayl        | Kayl        |

### Voies de communication et transports
La commune est traversée par l'autoroute A13.
La commune est desservie par le Transport intercommunal de personnes dans le canton d'Esch-sur-Alzette (TICE) et par le Régime général des transports routiers (RGTR). Elle opère un service « City-Bus » sur réservation, le « Ruff Bus / Bus sur commande ».
La commune possède une gare ferroviaire, la gare de Schifflange.

## Histoire
La localité de Schifflange fut fondée dans les années 790. Elle fut dominée par l'Église catholique pendant plusieurs siècles, et ne gagna en importance qu'à partir de 1287, grâce à l'action du duc de Lorraine Ferry III de Lorraine.
Lors de la division du grand-duché en communes au XIXe siècle, Schifflange est rattaché à Esch-sur-Alzette, puis devient une commune à part entière en 1876.
Depuis, la commune ne cesse de s'agrandir et de gagner en habitants. La crise économique la toucha au XXe siècle, mais Schifflange se relève lentement de celle-ci.

## Politique et administration

### Liste des bourgmestres
| Identité                           | Période          | Période          | Durée                     | Étiquette |
| Identité                           | Début            | Fin              | Durée                     | Étiquette |
| ---------------------------------- | ---------------- | ---------------- | ------------------------- | --------- |
| Michel Noël (d) (1838 - 1911)      | 1876             | 1882             | 6 ans                     |           |
| Jean Klein (d)                     | 1883             | 1887             | 4 ans                     |           |
| Michel Noël (d) (1838 - 1911)      | 1888             | 1892             | 4 ans                     |           |
| Jean Conrad (d)                    | 1893             | 1911             | 18 ans                    |           |
| Jean Klein (d)                     | 1912             | 1915             | 3 ans                     |           |
| Gaspar Arensdorff (d)              | 1916             | 1916             | moins d’un an             |           |
| Jean Claus (d)                     | 1917             | 1925             | 8 ans                     |           |
| Par intérim : Jean Jaas (d)        | 1926             | 1928             | 2 ans                     |           |
| Denis Netgen (d) (1896 - 1974)     | 1929             | 1934             | 5 ans                     |           |
| Nicolas Grund (d)                  | 1935             | 1941             | 6 ans                     |           |
| Denis Netgen (d) (1896 - 1974)     | 1944             | 1963             | 19 ans                    |           |
| Hubert Olinger (d)                 | 1964             | 1969             | 5 ans                     |           |
| Astrid Lulling (née en 1929)       | 1970             | 1985             | 15 ans                    |           |
| Nicolas Frisch (d)                 | 1985             | 1993             | 8 ans                     |           |
| Nelly Stein (1937 - 2005)          | 1994             | 19 décembre 2002 | 8 ans                     | CSV       |
| Roland Schreiner (né en 1957)      | 20 décembre 2002 | 21 novembre 2017 | 14 ans, 11 mois et 1 jour | POSL      |
| Paul Weimerskirch (d) (né en 1957) | 22 novembre 2017 | En cours         | 7 ans, 8 mois et 29 jours | CSV       |

### Jumelage
- Drusenheim (France) depuis le 3 octobre 1970[6].

## Population et société

### Démographie
L'évolution du nombre d'habitants est connue à travers les recensements de la population effectués dans le pays depuis 1821. Les recensements décennaux de la population permettent de caler les chiffres sur la composition de la population par sexe, âge, nationalité et commune de résidence. Entre deux recensements, la population au 1er janvier de l’année {\displaystyle x} est évaluée en ajoutant à la population au 1er janvier de l’année {\displaystyle x-1} les soldes naturel (naissances {\displaystyle -} décès) et migratoire (arrivées {\displaystyle -} départs) de l'année. La même méthode est appliquée pour la répartition par âge au 1er janvier et les effectifs totaux par nationalité. Depuis le 1er septembre 2023, le Luxembourg dénombre 100 communes.
Au 1er janvier 2024, la commune comptait 11 517 habitants.
| 1821 | 1851 | 1871 | 1880 | 1890  | 1900  | 1910  | 1922  | 1930  |
| ---- | ---- | ---- | ---- | ----- | ----- | ----- | ----- | ----- |
| 500  | 600  | 474  | 978  | 1 095 | 1 249 | 1 300 | 3 648 | 5 456 |

| 1935  | 1947  | 1960  | 1970  | 1978  | 1979  | 1981  | 1983  | 1984  |
| ----- | ----- | ----- | ----- | ----- | ----- | ----- | ----- | ----- |
| 5 371 | 5 124 | 6 151 | 6 440 | 6 875 | 6 748 | 6 620 | 6 500 | 6 530 |

| 1985  | 1986  | 1987  | 1988  | 1989  | 1990  | 1991  | 1992  | 1993  |
| ----- | ----- | ----- | ----- | ----- | ----- | ----- | ----- | ----- |
| 6 500 | 6 410 | 6 420 | 6 519 | 6 557 | 6 597 | 6 870 | 7 060 | 7 134 |

| 1994  | 1995  | 1996  | 1997  | 1998  | 1999  | 2000  | 2001  | 2002  |
| ----- | ----- | ----- | ----- | ----- | ----- | ----- | ----- | ----- |
| 7 190 | 7 272 | 7 412 | 7 476 | 7 582 | 7 649 | 7 698 | 7 849 | 7 852 |

| 2003  | 2004  | 2005  | 2006  | 2007  | 2008  | 2009  | 2010  | 2011  |
| ----- | ----- | ----- | ----- | ----- | ----- | ----- | ----- | ----- |
| 7 896 | 7 981 | 8 075 | 8 152 | 8 203 | 8 251 | 8 433 | 8 540 | 8 922 |

| 2012  | 2013  | 2014  | 2015  | 2016  | 2017   | 2018   | 2019   | 2020   |
| ----- | ----- | ----- | ----- | ----- | ------ | ------ | ------ | ------ |
| 8 949 | 9 134 | 9 332 | 9 689 | 9 924 | 10 379 | 10 750 | 11 180 | 11 293 |

| 2021   | 2022   | 2023   | 2024   | - | - | - | - | - |
| ------ | ------ | ------ | ------ | - | - | - | - | - |
| 11 291 | 11 141 | 11 363 | 11 517 | - | - | - | - | - |

Le graphique qui aurait dû être présenté ici ne peut pas être affiché car il utilise l'ancienne extension Graph, désactivée pour des questions de sécurité. Des indications pour créer un nouveau graphique avec la nouvelle extension Chart sont disponibles ici.